# テンニンソウ属
テンニンソウ属（テンニンソウぞく、学名：Leucosceptrum 、漢字表記：天人草属）は、シソ科の属の1つ。

## 特徴
茎の基部が木質になる多年草。半低木または小高木になる種もある。多くは植物体に星状毛がある。葉は対生し、縁に鋸歯がある。花序に大きな苞があり、広卵形から扁円形となって仮輪を密に抱き、花が咲くと脱落する。萼は筒状で等しく5裂し、短い5歯がある。花冠は萼より長い筒状で、やや唇形で、上唇はわずかに先がくぼみ、下唇は3裂し中央裂片がやや大きい。雄蕊は4個あり、うち下側の2個がすこし長く、4個とも花外に長く突き出る。果実は4分果となり、稜があるくさび形で、基部に小さい着点がある。

## 分布
世界に7種あり、日本、中国大陸、ヒマラヤ、ブータン、インド、ラオス、ミャンマー、ネパール、ベトナムに分布する、
うち2種1変種が日本固有種である。

## 種

### 日本に分布する種
和名（別名）、学名はYistによる。
- テンニンソウ Leucosceptrum japonicum (Miq.) Kitam. et Murata - 多年草で地下茎は木化する。茎は四角になり、葉とともに星状毛はない。花は淡黄色[3]。本州、四国、九州に分布する。日本固有種[5]。
- ミカエリソウ Leucosceptrum stellipilum (Miq.) Kitam. et Murata - 小低木。茎および葉の裏面に星状毛がある。花は淡紅色[3]。本州の中部地方、近畿地方、中国地方に分布する。日本固有種[5]。
  - オオマルバノテンニンソウ Leucosceptrum stellipilum (Miq.) Kitam. et Murata var. radicans (Honda) T.Yamaz. et Murata. - 別名、トサノミカエリソウ、ツクシミカエリソウ、オオムラサキテンニンソウ。茎はやや草質。和名のとおり葉は大きくて丸く、若いときに裏面に星状毛がある[3]。本州の広島県・島根県・山口県、四国、九州に分布する。日本固有種[5]。

### その他の種
学名はTropicosによる。
- Leucosceptrum bodinieri H. Lév.
- Leucosceptrum canum Sm.
- Leucosceptrum ningpoense (Hemsl.) Kitam. & Murata
- Leucosceptrum plectranthoideum  (H. Lév.) C. Marquand
- Leucosceptrum sinense Hemsl.

## ギャラリー
- テンニンソウ
- オオマルバノテンニンソウ